# Бой при Дурлахе
Бой при Дурлахе (нем. Gefecht bei Durlach) — один из боёв во время Баденской революции, произошедший 25 июня 1849 года в Дурлах-Обермюле (сегодня район Карлсруэ) между прусскими войсками Морица фон Гиршфельда и частям революционной армии Баден-Пфальца под командованием Людвика Мерославского.
После того, как корпус Гиршфельда переправился через Рейн у Гермерсхайма 20 июня и выиграл 21 июня сражение при Вагхойзеле, армия революционеров на севере оказалась под угрозой окружения двумя корпусами: прусского и Германского союза. Однако Мерославский, проведя арьергардные бои при Ладенбурге, Зинсхайме и Убштадте, отвел свои части и собрал их в районе Карлсруэ. Из-за враждебных настроений против революционеров в столице Бадена Мерославский хотел избежать здесь крупного сражения и вместо этого хотел занять постоянную позицию на Мурге. Дивизия Беккера должна была прикрывать его отступление. Эти войска состояли в основном из ополченцев и фрайшаренов (партизан), всего около 3–4000 человек. Со стороны Пруссии в бою принимала участие 1-я дивизия генерал-майора Вольдемара фон Ханнекена и отряд полковника Карла Августа фон Бранденштейна. 3-я и 4-я дивизии лишь незначительно участвовали в боевых действиях, но использовались для обхода позиций революционных войск, что в конечном итоге привело к их отходу.
После того, как около 10 часов утра уже состоялись первые столкновения патрулей, полковник фон Бранденштейн около 13:00 силами двух батальонов начал атаку с севера на три баррикады, которые революционная армия возвела для прикрытия переправ через Пфинц в Дурлах-Обермюле. Из-за сильного огня прусские войска не смогли здесь совершить прорыв. Также был отбит и понес большие потери еще один атакующий батальон. Тогда пруссаки под прикрытием огня 10 орудий на северном фронте начали обход революционных войск через Грётцинген и Турмберг на востоке и Ринтхайм на западе и к 15.30 продвинулись так далеко, что революционные войска были вынуждены начать отступление, чтобы не попасть в окружение.
Сопротивление дивизии Беккера позволило главнокомандующему Мерославскому доставить все военное имущество революционных войск из Карлсруэ и запасы пороха в Раштатт и отступить за Мург.